# 왕쭈란
왕쭈란(王祖藍, 왕조람, 아명은 왕하오셴(王浩賢, 왕호현), 1980년 1월 9일 ~ )은 중화인민공화국 홍콩 특별행정구의 남성 연극배우, 영화배우, 텔레비전 연기자, 가수, 작사가, 작곡가, 방송인, 성우이다.

## 생애
홍콩에서 출생하였으며 지난날 한때 중화인민공화국 광둥성 둥관 시 허우제 진에서 잠시 유아기를 보낸 적이 있는 있다. 신장은 163cm이고 체중은 65kg인 그는 1998년 연극배우 첫 데뷔하였고, 1999년 홍콩 영화 《양광경찰(陽光警察)》의 단역으로 영화배우로도 데뷔하였다. 이어 같은 해 텔레비전 드라마에 첫 출연하였고, 2000년에는 가수로, 2004년에는 라디오 드라마를 통해 성우로도 데뷔하였다. 이외에도 2008년 텔레비전 프로그램에서 방송MC로도 활약하였다. 2015년 2월 14일을 기하여 홍콩 여배우 리야난(李亞男)과 결혼하였다.